# AS Sogara
Association Sportive Sogara (numele complet Association Sportive de la Société Gabonaise de Raffinage)  este un club de fotbal gabonez al orașului Port-Gentil. A fost unul dintre cele mai prestigioase cluburi din fotbalul gabonez în anii 1980 și 1990, cu șase titluri de ligă și un titlu de cupă , plus o finală jucată în Cupa Cupelor a Africii pe care au pierdut-o. AS Sogara a fost exclus pentru sezonul 1995 pentru nereguli financiare și ulterior a dispărut la sfârșitul anului 1994. Culorile clubului erau verde cu dungi albe.

## Realizări

### Palmares
| Competiții Naționale | Competiții Continentale                                                                            |
| - Campionatul Gabonez (6) : - Campioni : 1984, 1989, 1991, 1992, 1993, 1994. - Cupa Gaboneză (2) : - Câștigători : 1985. - Finalistă : 1984, 1990. - Supercupa Gaboneză (0) : - Finalistă : 1994. | - Liga Campionilor CAF : - Sferturi (1) : 1993, 1994. - Cupa Cupelor CAF : - Finalistă (1) : 1986. |

### Finala
| Finala jucată de Sogara în Cupa Cupelor a Africii | Finala jucată de Sogara în Cupa Cupelor a Africii | Finala jucată de Sogara în Cupa Cupelor a Africii | Finala jucată de Sogara în Cupa Cupelor a Africii | Finala jucată de Sogara în Cupa Cupelor a Africii |
| Finala Pierdută                                   | Finala Pierdută                                   | Finala Pierdută                                   | Finala Pierdută                                   |                                                   |
| Anul                                              | Finalistă                                         | Scor                                              | Adversar                                          |                                                   |
| ------------------------------------------------- | ------------------------------------------------- | ------------------------------------------------- | ------------------------------------------------- | ------------------------------------------------- |
| 1986                                              | AS Sogara                                         | 2 - 3                                             | Al Ahly                                           |                                                   |

## Referință
1. ↑  „Gabon: Messi pune piatra de temelie pentru stadionul Port-Gentil” (în franceză). 19 iulie 2015.
2. ↑  „CAN 2017: Fișa tehnică a viitorului stadion din Port-Gentil”. 19 iulie 2015. Arhivat din original în 22 iulie 2015. Accesat în 11 octombrie 2020.
3. ↑  gabonmediatime.com, ed. (16 octombrie 2019). „AS Sogara: 30 de ani mai târziu, povestea unui club legendar” (în franceză). Arhivat din original la 24 octombrie 2019. Accesat în 11 octombrie 2020.
4. ↑  facebook, ed. (16 octombrie 2019). „Perfil a facebook”.
5. ↑  „AS Sogara: Palmares” (în franceză). 5 noiembrie 2009. Arhivat din original la 5 noiembrie 2009. Accesat în 11 octombrie 2020.
6. ↑  Sezonul 1994
7. ↑  „Gabon - Lista Campionilor”. www.rsssf.com. Accesat în 24 martie 2018.
8. 1 2  „Gabon - Lista Câștigătorilor Cupei”. www.rsssf.com. Accesat în 24 martie 2018.

## Legături externe
- Finala Cupei Cupelor Africane din 1986